# Compton (Maryland)
Compton ist ein Gemeindefreies Gebiet in der Nähe von Leonardtown im St. Mary’s County, Maryland, United States. Die St. Francis Xavier Church und das Newtown Manor House im historischen Viertel waren im National Register of Historic Places 1972 verzeichnet.  Die PLZ Comptons ist 20627.